# Abbans-Dessus
Abbans-Dessus település Franciaországban, Doubs megyében. Lakosainak száma 283 fő (2022. január 1.). Abbans-Dessus Boussières és Quingey községekkel határos.

## Népesség
A település népességének változása:
| Lakosok száma | 107  | 237  | 242  | 317  | 301  | 303  | 304  | 305  | 298  | 283  |
|               | 1968 | 1982 | 1990 | 2006 | 2013 | 2015 | 2017 | 2019 | 2020 | 2022 |